# Diésel

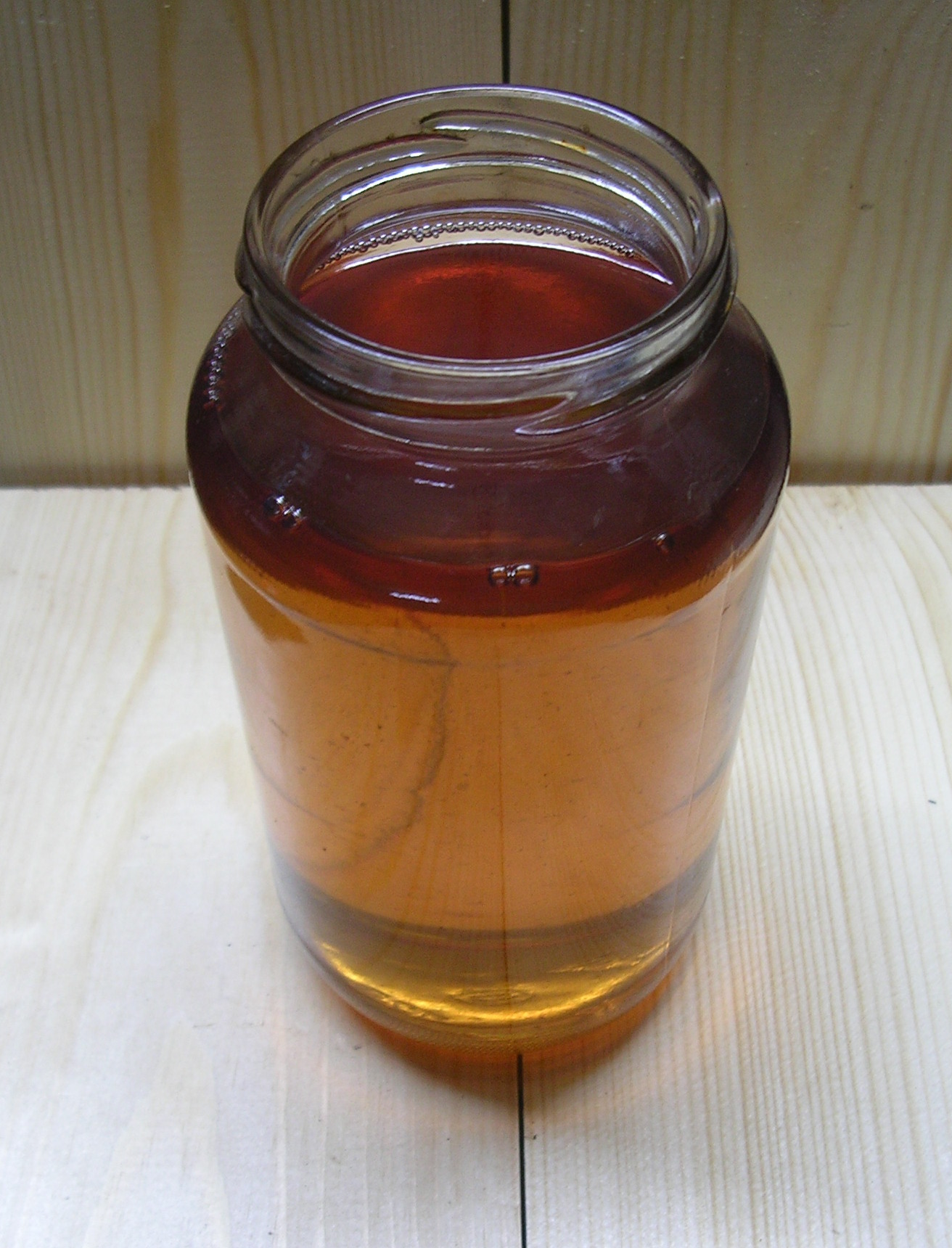
Diésel en un tarro de albañil.

El diésel (también conocido como gasóleo, gasoil, dísel o ACPM, siglas de «Aceite Combustible Para Motores») es un hidrocarburo líquido de densidad sobre 850 kg (1874 libras)/m³ o 0.85 g/cm³ a 15 °C (59 °F), compuesto fundamentalmente por parafinas y utilizado principalmente como combustible en calefacción y en motores diésel. Su poder calorífico inferior es de 35,86 MJ (10,0 kWh)/L o 43,1 MJ (12,0 kWh)/kg, que depende de su composición.

## Origen y etimología
Este tipo de combustible se originó a partir de experimentos realizados por el científico e inventor francoalemán Rudolf Diesel para su motor de encendido por compresión que inventó en 1892. Diesel originalmente diseñó su motor para usar polvo de carbón como combustible y experimentó con otros combustibles, incluidos los aceites vegetales, como el aceite de cacahuate, que se utilizó para impulsar los motores que exhibió en la Exposición Universal de París (1900) y la Feria Mundial de París de 1911.
Las calderas de calefacción empezaron a emplear otro derivado del petróleo llamado fueloil, un hidrocarburo de cadena más larga que el diésel que, con el tiempo, se demostró era contaminante, por su relativamente alto contenido en azufre, poco a poco, fue prohibiéndose su uso, hasta llegar a su prohibición en muchos países, cambiándolo por el diésel.

## Motor diésel

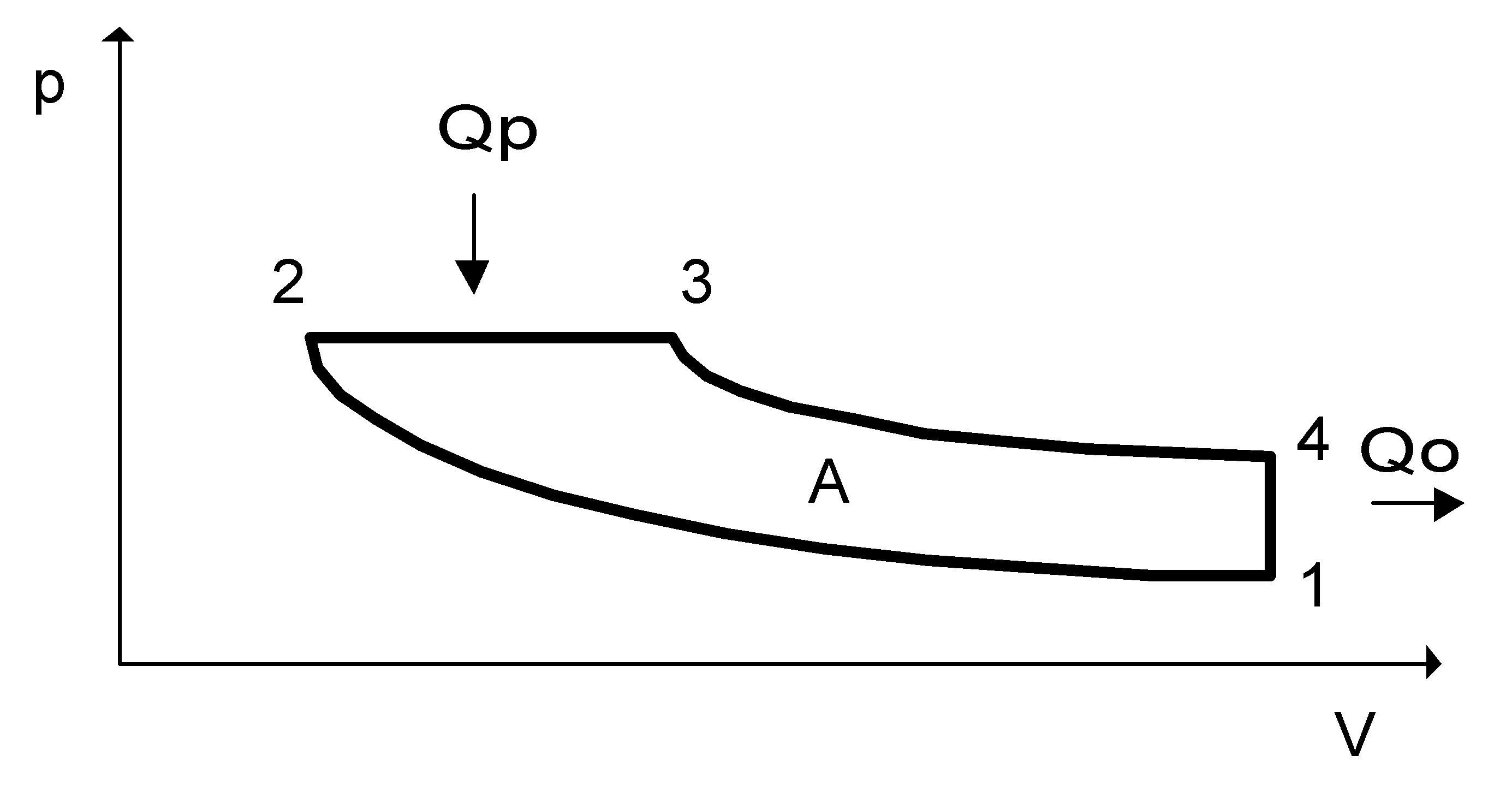
Ciclo térmico del motor diésel.

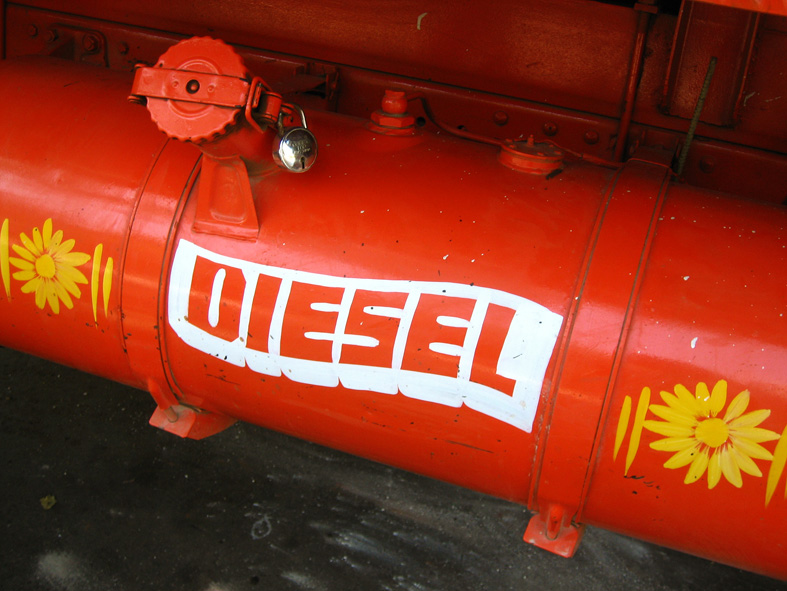
Tanque rojo de diésel de un camión en Bombay, India.

Este tipo de motor se rige mediante el ciclo termodinámico del mismo nombre, que está constituido por una compresión adiabática (no intercambia calor con su entorno), una expansión isóbara, una expansión adiabática y una descompresión isócora.
En 1933 el fabricante Citroën creó el primer vehículo diésel para su venta comercial. Adolphus Bush en San Luis (Misuri) se convirtió en el primer constructor comercial de motores diésel en Estados Unidos, después de ver el motor funcionando en una exposición en Alemania. Compró la licencia de diésel y empezó a fabricar y vender motores en América del Norte. Después de la Primera Guerra Mundial (1914-1918), los ingenieros navales que tenían experiencia en la construcción de motores diésel en submarinos, empezaron a adaptarlos para la economía en tiempos de paz. Al principio eran vehículos muy contaminantes y generaban mucho humo, lo que le valió el sobrenombre de smokers (humeantes).
Las regulaciones impuestas a las emisiones a la atmósfera por los gobiernos desde los años 1960 han modificado considerablemente la tecnología de los motores diésel. Nuevas tecnologías como la inyección a altas presiones, la recirculación de gases de escape o la inyección electrónica han hecho que los motores diésel reduzcan sus emisiones contaminantes de un 80 % a un 90 % desde 1987. 
Esto no solamente ha afectado a los motores, sino que los gobiernos han exigido a los productores de diésel menores cantidades de metales pesados, tales como: plomo, mercurio, cadmio, etc. por sus efectos contra la salud, como el saturnismo, envenenamiento por mercurio y enfermedad itai-itai, respectivamente y otros elementos contaminantes, lo que ha obligado a modificar las fórmulas y los procedimientos continuamente. El diésel es un combustible más contaminante que la gasolina, ya que su uso es un problema de salud mundial relacionado con el cáncer de pulmón, es decir, que el mundo enfrenta un problema que trasciende lo económico y lo ecológico, según un informe de la Organización Mundial de la Salud, para convertirse en un problema de salud pública global. En comparación con los vehículos de gasolina, los de diésel no han demostrado una reducción significativa de sus emisiones desde la década de 1990. En consecuencia, las ventas de autos diésel han bajado 19 % en Alemania en febrero de 2018 y un 24 % en Reino Unido, por lo que su uso iría paulatinamente en declive.
Cuando el diésel se obtiene de la refinación del petróleo se denomina petrodiésel y cuando se obtiene a partir de aceites vegetales se llama biodiésel. Este tipo de combustible cuesta algo menos que la gasolina por una cuestión de impuestos y su rendimiento es más eficiente, ya que un vehículo diésel consume menos combustible por distancia recorrida que uno de gasolina.
En los motores diésel, la combustión no utiliza la chispa de una bujía para encender la mezcla, en la que el diésel es el combustible y el oxígeno del aire el oxidante, sino el aumento de presión y, por lo tanto, de temperatura, que se produce en el segundo tiempo de los motores de combustión interna.

## Propiedades

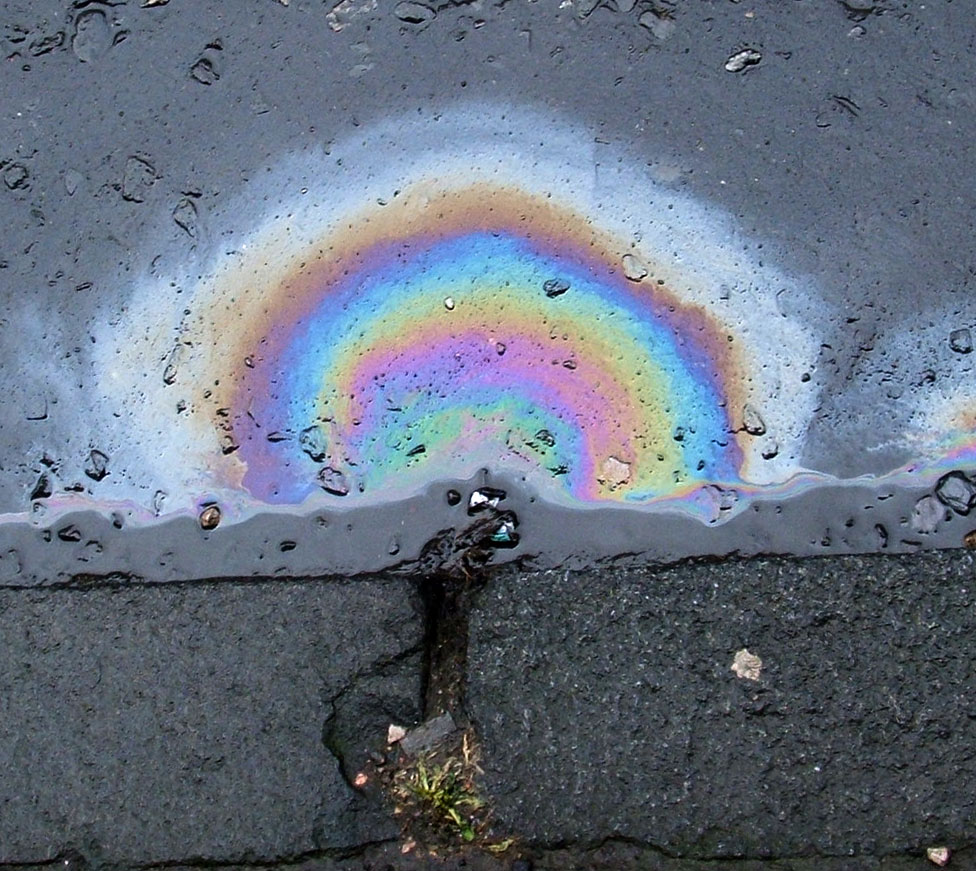
Arcoíris formado al tener contacto con el agua, ya que no es soluble ni se pueden mezclar entre sí.

En 2010 la densidad de este combustible obtenido del petróleo era aproximadamente de 0,832 kg (1,8 libras)/L, que varía según la región, un 12 % más que la gasolina que tiene una densidad de 0,745 kg (1,6 libras)/L. Aproximadamente el 86.1 % del diésel es carbono y cuando se quema se obtiene un poder calorífico de 43,1 MJ (12,0 kWh)/kg, contra 43,2 MJ (12,0 kWh)/kg de la gasolina. Sin embargo, debido a la mayor densidad, este combustible ofrece una densidad volumétrica energética de 35,86 MJ (10,0 kWh)/L contra los 32,18 MJ (8,9 kWh)/L de la gasolina, lo que supone un 11 % más, que podría considerarse notable cuando se compara la eficiencia del motor diésel frente al de ciclo Otto. Las emisiones de dióxido de carbono del diésel son de 73,25 g (2,6 onzas)/MJ, ligeramente más bajas que la gasolina, con 73,38 g (2,6 onzas)/MJ.

### Composición
El diésel derivado del petróleo está compuesto aproximadamente de un 75 % de hidrocarburos saturados, principalmente parafinas incluyendo isoparafinas y cicloparafinas; y un 25 % de hidrocarburos aromáticos, incluyendo naftalenos y alcalobencenos. La fórmula química general del diésel común es C12H26, incluyendo cantidades pequeñas de otros hidrocarburos cuyas fórmulas van desde C10H22 a C15H32.

## Precio
En origen, su precio es más barato de producir que la gasolina, por ser más sencillo de refinar y contener hidrocarburos con un punto de ebullición entre 180 a 360 °C (356 a 680 °F). Los precios en origen de los distintos componentes obtenidos de la destilación fraccionada del petróleo, dependen de las demandas relativas de cada uno de ellos. Si la demanda de gasolina es mayor que la del diésel, sobrará este último en las refinerías y bajará su precio. Si aumenta la demanda de este combustible, subirá el precio en relación con el de la gasolina, situación que se da en invierno, puesto que las calefacciones en algunos países consumen este combustible. Sin embargo, en estas cuestiones también intervienen los impuestos con los que cada país grava los combustibles. En general, es un combustible usado de modo casi exclusivo por los transportes de mercancías por carretera, es decir, camiones al menos en Europa, suele tener impuestos menores que la gasolina, para favorecer el tráfico de mercancías y un precio final menor. Cuando el combustible se destina a la calefacción tiene impuestos y un precio final todavía menores. El resultado de ello es que el motor diésel se ha popularizado también en los automóviles particulares, lo que ha elevado el consumo de diésel y en muchos países se plantea un problema con la cuantía de los impuestos que gravan este combustible. Algo que también interviene en la fijación de estos impuestos, cada día con mayor incidencia, es la cuestión de la contaminación atmosférica porque, incluso con técnicas modernas afinadas, el motor diésel emite mucha mayor cantidad de micro partículas que el motor de gasolina, por lo que es más contaminante desde este punto de vista. Por esta razón, ciertos países como Suiza, gravan a este combustible con impuestos mayores y su precio, al contrario que la mayoría de otros países europeos, es mayor que el de la gasolina.
Además, debido a los recientes cambios en la normativa de calidad del combustible, las refinerías están obligadas a reducir el contenido de compuestos de azufre, lo que contribuye a aumentar el coste de producción. En algunas zonas de Estados Unidos, Reino Unido o Australia, el diésel puede ser más caro que la gasolina, debido a razones muy variadas: cortes en el suministro en el Golfo de México, extracción de los compuestos de azufre, desvío de la capacidad de refino en masa a la producción de gasolina.

## Consumo

### Mundo
La Agencia Internacional de la Energía estimó que el consumo mundial de diésel en 2021 alcanzaría los 28 500 000 de barriles diarios.

### España
El consumo de diésel usualmente aumentó cada año en el siglo XXI y alcanzó un nuevo hito en 2022, cuando se usó 12 % más que en 2014.

## Tipos
Existen tres tipos de este carburante:
- Calidad A: los 2 tipos "A" son los que están permitidos para automóviles en España:
  - Calidad A: habitualmente conocido como gasóleo A o diésel.
  - Nuevo calidad A: normalmente conocido como diésel Prémium o diésel +.
- Calidad B: es un carburante que se utiliza para usos agrícolas, pesqueros e industriales.[18] En España tiene un tipo de impuestos distinto respecto al diésel habitual. De ahí que se conozca como «gasóleo B» o Bonificado. Para comprarlo hay que aportar cierta documentación. Se usa también como combustible en calefacciones, aunque cada vez menos, ya que tiene menor poder calorífico que el gasóleo C, hoy su uso para calefacción no es rentable, debido a su menor poder calorífico y su menor densidad. No se puede utilizar en los vehículos no agrícolas, ya que su tipo impositivo es menor que el gasóleo A y su uso está fuertemente multado.
- Calidad C: es un combustible que se utiliza para la calefacción[19] doméstica, agua caliente y para uso industrial, siendo el gasoil que más poder calorífico tiene. Hoy en día es un producto tan refinado y limpio como los gasóleos A y B, siendo el más adecuado de los tres para producir calor. Su uso como carburante está desaconsejado, ya que su formulación no está pensada para los motores, sino para las calderas, además está prohibido dicho uso por la legislación en muchos países.[20]

## Instalaciones de consumo propio
En España, las instalaciones petrolíferas quedaron reguladas por el real decreto 2085/1994, de 20 de octubre y las instrucciones técnicas complementarias MI-IP03, aprobada por el real decreto 1427/1997 de 15 de septiembre y MI-IP04, aprobada por el real decreto 2201/1995 de 28 de diciembre. Posteriormente el real decreto 1523/1999, de 1 de octubre, modificó parcialmente el reglamento e instrucciones técnicas anteriormente citadas.
El real decreto 706/2017 de 7 de julio aprueba la Instrucción Técnica Complementaria MI-IP 04 y regula determinados aspectos de la reglamentación de instalaciones petrolíferas.
En cumplimiento de la citada normativa, para la puesta en servicio de cualquier instalación petrolífera, entre las que están incluidas cualquier instalación de consumo particular, será necesario presentar ante el órgano competente de la correspondiente comunidad autónoma certificados y demás documentación por un técnico competente o instalador autorizado.